# Early Morning Stoned Pimp
Early Morning Stoned Pimp – trzeci album studyjny amerykańskiego wokalisty i muzyka Kid Rocka. Wydawnictwo ukazało się 12 lutego 1996 roku nakładem wytwórni muzycznej Top Dog.

## Lista utworów
Opracowano na podstawie materiału źródłowego.
| Nr  | Tytuł utworu                                    | Autorzy                    | Długość |
| --- | ----------------------------------------------- | -------------------------- | ------- |
| 1.  | „Intro”                                         | R.J. Ritchie               | 0:50    |
| 2.  | „Early Mornin' Stoned Pimp” (featuring Tino)    | Martin Gross, R.J. Ritchie | 7:18    |
| 3.  | „Paid”                                          | R.J. Ritchie               | 5:15    |
| 4.  | „I Wanna Go Back”                               | R.J. Ritchie               | 5:14    |
| 5.  | „Live” (featuring Esham)                        | R.J. Ritchie               | 2:34    |
| 6.  | „Detroit Thang” (featuring The Howling Diablos) | Martin Gross, R.J. Ritchie | 6:22    |
| 7.  | „Ya Keep On”                                    | R.J. Ritchie               | 3:55    |
| 8.  | „Shotgun Blast”                                 | R.J. Ritchie               | 2:18    |
| 9.  | „Freestyle Rhyme”                               | R.J. Ritchie               | 3:57    |
| 10. | „Classic Rock”                                  | R.J. Ritchie               | 2:42    |
| 11. | „My Name Is Rock”                               | R.J. Ritchie               | 4:30    |
| 12. | „Where U at Rock”                               | R.J. Ritchie               | 5:08    |
| 13. | „Krack Rocks” (featuring Uncle Kracker)         | Matt Shafer, R.J. Ritchie  | 4:09    |
| 14. | „The Prodigal Son Returns”                      | R.J. Ritchie               | 3:16    |
| 15. | „Black Chick, White Guy”                        | R.J. Ritchie               | 7:10    |
| 16. | „Outro”                                         | R.J. Ritchie               | 0:38    |
|     |                                                 |                            | 1:05:16 |